# 내부열
내부열(영어: Internal heating)은 중력과 방사성 물질 붕괴로 인하여, 행성, 갈색 왜성, 항성 등 천체의 내부에서 나오는 열원을 말한다. 내부열의 정도는 질량에 달려 있는데, 천체의 질량이 클수록 내부열의 강도도 올라간다. 내부열은 천체를 데우고 활동하도록 만든다.
내부열은 천체들이 처음 생겨났을 때 발생한 열이 남은 것이다. 항성을 제외하고, 모든 천체는 나이를 먹을수록 천천히 내부열을 잃어간다.

## 행성

### 암석 행성
암석 행성의 내부열은 지각 운동과 화산 활동의 원동력이 된다. 지구는 태양계의 행성들 중 가장 많은 내부열을 지니고 있는데, 그 이유는 지구의 질량은 태양계 암석 행성들 중 가장 크기 때문이다. 수성과 화성의 경우 지구 질량의 5~10퍼센트 수준에 불과하기 때문에(달은 지구질량의 1퍼센트 남짓이다) 내부열을 잃은 상태이며, 이들을 '지질학적으로 죽었다'라고 표현한다.

### 가스 행성
가스 행성들은 암석 행성보다 훨씬 더 많은 내부열을 지니고 있다. 목성의 중심핵 온도는 36000 켈빈으로 가장 많은 내부열을 지니고 있다. 우리 태양계의 목성형 행성들에게 있어, 내부열은 햇빛 대신 해당 행성의 날씨 및 바람을 생성시키는 원동력이 된다. 이는 지구형 행성들이 햇빛에 날씨 변화를 겪는 것과는 다른 양상이다. 내부열로 인해 가스 행성의 온도는 유효 온도보다 더 높이 올라가는데, 목성의 경우 내부열로 인해 실제 온도는 유효 온도보다 40 켈빈 더 높다. 최근 발견되고 있는, '뜨거운 목성'들의 경우 이들은 자신들이 지니는 내부열 때문에 대기가 팽창해 있다.

## 갈색 왜성
갈색 왜성들은 가스 행성보다도 훨씬 더 높은 수준의 내부열을 지니고 있지만 항성이 가진 열에 비하면 보잘것없다. 갈색 왜성은 내부열로 인해 중수소를 헬륨으로 바꾸는 열핵반응을 일으킬 수 있다. 가스 행성과 마찬가지로 갈색 왜성들은 내부열에 의해 날씨 및 바람을 발생시킨다.

## 항성
항성의 내부열은 너무 강해서 이들은 열핵 반응을 통해 수소를 태워 헬륨으로 바꾸며, 무거운 화학 원소들도 만들어 낼 수 있다. 예로써 태양의 중심핵 온도는 1360만 켈빈이다. 항성이 더 뜨겁고(푸른 색으로 빛나고) 질량이 커지고 유효 온도가 높아지고 늙을수록 내부열은 강해진다. 이들은 생애의 끝에 이르러 내부열을 중심핵의 압축을 통해 극히 높은 수준으로 증가시켜, 헬륨을 태워 탄소나 산소를 만들어낸다.